# Chalchiuhtlatonal
Chalchiuhtlatonal, nella mitologia azteca, era un dio dell'acqua.

## L'acqua e la moltitudine delle divinità nella mitologia Azteca
L'acqua nella mitologia Azteca è l'unico elemento protetto da una moltitudine di soggetti.
Ati e Atlaua sono a loro volta dei dell'acqua, mentre  Amimitl è dio dei laghi e dei pescatori; Atlatonin (detta anche Atlatonan) dea delle coste; Chalchiuhtlicue (chiamata anche Chalciuhtlicue o Chalchihuitlicue) fra le altre cose è dea dei laghi, dei fiumi e delle correnti e Matlalceuitl (chiamata anche Matlalcueje) è dea anche della pioggia, viene identificata con Chalchiuhtlicue; Tlaloc è anche dio della pioggia; Huixtocihuatl (chiamata anche Uixtochihuatl) - è anche dea dell'acqua salata e Mextli che è anche dio delle tempeste.
In più mitologie l'acqua ha più divinità che proteggono l'acqua direttamente o in forme indirette, quella Azteca ne ha il numero più alto, undici, e addirittura tre per l'acqua in quanto tale e per questa caratteristica è unica.

## Le corrispondenze di Chalchiuhtlatonal  in altre mitologie
Nelle principali mitologie, corrispondente a Chalchiuhtlatonal come divinità dell'acqua come elemento ci sono: Untunktahe in quella Lakota, Chahuru in quella Pawnee, Ixchel in quella Maya, Yemoja in quella Yoruba, Enkil in quella sumera ed Ea in quella babilonese.